# Taliesin
Pour les articles homonymes, voir Taliesin (homonymie).
Taliesin est une figure importante de la mythologie celtique et de la littérature galloise, c’est à la fois un poète historique du VIe siècle et un barde mythique de la littérature galloise. Il n’est pas toujours aisé de les différencier d’autant que le dernier est parfois assimilé à Myrddin. Son nom est aussi associé au Livre de Taliesin, un recueil de poèmes manuscrits du Xe siècle mais dont la composition serait contemporaine du barde historique. La légende en fait le « Chef des Bardes de Bretagne ».

## Le poète historique
Taliesin serait né vers 518, dans le Powys et serait mort vers 599, il serait le fils de saint Henwg de Llanhennock[réf. souhaitée], selon Iolo Morganwg. Il fait partie des Cynfeirdd, c’est-à-dire les premiers bardes, certains ont émis l'idée selon laquelle son œuvre aurait été composée en cambrien. Selon l’Historia Brittonum attribuée à Nennius, c’est un contemporain d’Aneirin et l’un des plus grands poètes de Bretagne.
Une douzaine de poèmes du Livre de Taliesin sont authentifiés et lui sont attribués, ce sont des louanges des différents rois au service desquels il a été attaché. Vers 555 il est le barde du roi du Powys Brochfael, puis de son successeur, Kynan Garwyn et enfin du roi de Rheged (actuel Cumberland) Urien et de son fils Owain mab Urien. 
Le poète Alfred Tennyson (1809-1892), dans son recueil Idylls of the King, l’incorpore à la légende arthurienne et en fait un barde du mythique roi Arthur.
Il aurait effectué un voyage en Bretagne continentale et aurait séjourné à l’abbaye de Rhuys, à la demande du roi de Domnonée, Judicaël, puis à son retour, aurait enseigné sa science à Merlin. Il accompagne Bran Vendigeit lors de l’expédition militaire en Irlande et figure dans le conte Culhwch ac Olwen au côté du roi Arthur.

## Le barde mythique

### Le conte de Taliesin
Au XVIe siècle, Elis Gruffydd, un soldat gallois en garnison à Calais (alors ville anglaise) compose Hanes Taliesin : le conte de Taliesin. Ce texte qui raconte la naissance mythique du barde et expose ses pouvoirs magiques a été traduit en anglais au XIXe siècle par lady Charlotte Guest et édité avec les Mabinogion. 

#### L’histoire de Gwion Bach
Tegid Foel (le « Chauve ») vit au Pays de Galles sous le règne d’Arthur, sa femme s’appelle Ceridwenn, elle est experte en magie, divination et sorcellerie. Ils ont un fils hideux et au comportement odieux, nommé Morvran mais que l’on surnomme Afangddu ou Avangddu ("le Monstre Noir" à cause de la couleur de sa peau) – ils ont aussi une fille Creirwy, la plus belle fille de cette époque. Le fils est rejeté par tous. Pour qu’il soit accepté, sa mère décide de lui donner le don de l’inspiration prophétique (l'Awen). Elle ramasse des plantes à des moments précis, puis les met dans un chaudron empli d’eau et fait bouillir la mixture pendant un an et un jour. Après ce délai, la mixture donne trois gouttes qui rendent savant et devin celui ou celle sur qui elles tombent, le reste du bouillon étant un puissant poison. Un vieil aveugle, Morda, est chargé de surveiller le chaudron. Il a un guide nommé Gwion Bach (Guyon le Petit) qui s’occupe du feu sous le chaudron tandis que Ceridwenn maintient le niveau de l’eau. Le fils monstrueux est placé près du chaudron, pour recevoir les trois gouttes quand le moment sera venu. Alors que la mère s’est endormie, les gouttes sautent et tombent sur Gwion Bach qui prend prestement la place de Morvran. Le chaudron explose sous l’effet du poison, Ceridwenn se réveille et Gwion Bach, que la potion a rendu prescient, devine instantanément qu’elle va décider de le tuer. Il s’enfuit en prenant l’apparence d’un lièvre : elle se change alors en lévrier. Suivent différentes métamorphoses : il se change en poisson, elle en loutre, lui en oiseau, elle en épervier. Dans une grange, il se transforme en grain de blé : Ceridwenn prend l’apparence d’une poule noire. Elle avale le grain de blé et quelque temps plus tard, donne naissance à un très bel enfant, réincarnation de Gwion Bach. Ne pouvant se résoudre à le tuer, elle l'installe dans un coracle, embarcation légère, et l’abandonne sur la mer.

#### L’histoire de Taliesin
L’écuyer Gwyddno Garanhir tient une pêcherie à Caer Ddegannwy, dans l’estuaire de la Conwy. Chaque 1er novembre lui apporte une grande quantité de saumons. Il a un fils Elffin qui est serviteur à la cour du roi Maelgwn. Le 1er novembre Elffin, aidé de ses amis, va recueillir la pêche habituelle, mais la nasse est vide à l’exception d’un coracle. Il tranche les cordons de cuir et un front blanc (tal-iesin) apparaît. C’est le nourrisson Gwion Bach qui erre sur la mer depuis quarante ans. Elffin met le sac sur un cheval pour l’emmener chez lui et Taliesin entame un chant qui doit consoler l’infortuné pêcheur : sa trouvaille a beaucoup plus de valeur que les saumons. De ce jour, la fortune d’Elffin s’accroît considérablement, de même que sa réputation à la cour du roi. Aussi, il se vante d’avoir un barde plus savant que tous les bardes du roi et que sa femme est la plus estimable du royaume, ce qui lui vaut d’être emprisonné. Le roi dépêche alors son fils Rhun au château d’Elffin pour qu’il séduise l’épouse de l’impudent. Taliesin qui sait l’avenir, remplace la femme par une de ses servantes que Rhun endort avec un philtre : il s’en rend maître et lui coupe un doigt, porteur d’une bague. Le roi fait venir Elffin et lui présente le doigt : Elffin lui démontre par trois arguments que ce doigt n’est pas celui de son épouse. Furieux, le roi le renvoie en prison. Taliesin explique alors à la femme d’Elffin comment il va libérer son maître. Le barde arrive à la cour du roi, dans la grande salle et s’installe à l’écart. Les bardes de la cour passent devant Taliesin qui leur jette un sort : arrivés devant le roi pour lui rendre hommage, ils ne savent dire que « blub, blub ». Tancé, Heinin leur chef, explique au roi qu’ils sont victimes d’un sortilège et il désigne le responsable qui est sommé de s’expliquer. Taliesin prend la parole et se présente en récitant un poème, affirmant ses origines bibliques et ses exploits au cours de l’Antiquité. Puis il enchaîne un autre chant dans lequel il prédit la libération d'Elffin et encore un autre qui déclenche une formidable tempête. Le roi fait libérer Elffin et Taliesin demande à Elffin de faire un pari avec le roi : il affirme posséder un cheval plus rapide que tous ceux du roi. Une date de concours est donc arrêtée, le roi arrive avec 24 chevaux mais c’est celui d’Elffin qui remporte la course. Taliesin fait alors creuser un trou et l’on découvre un chaudron plein d’or, c’est la récompense du sauvetage de l’enfant du coracle.

Dialogue entre Myrddin et Taliesin
Il s'agit d'un poème gallois très ancien, Ymddiddan Myrtin a Talyessin « Le dialogue entre Merlin et Taliesin » (Ymddiddan Myrddin a Thaliesin en gallois moderne) contenu dans le Llyfr Du Caerfyrddin « Le Livre Noir de Carmarthen ». Le texte est daté de la seconde partie du XIe siècle et semble avoir inspiré Geoffroy de Monmouth pour son dialogue entre Telgesinus et Merlinus dans la Vita Merlini. L’auteur en est inconnu. Le texte évoque deux batailles, celle de Maelgwn, roi du Gwynedd (nord-ouest du pays de Galles) au VIe siècle contre le royaume du Dyfed (sud-ouest du pays de Galles) ; l’autre bataille annoncée est celle d’Arfderydd (arywderit dans le texte) qui « eut lieu » en 573.
En voici deux extraits :
Myrtin Merlin
Mor truan genhyf mor truan Si triste m’apparaît, si triste
Aderiv am keduyv a chaduan, Ce qui arriva à Cedfyw et à Cadfan,
Oed llachar kyulawr kyulauan, L’éclair et le tumulte emplissaient la bataille,
Oed yscuid o tryuruyd o tryuan. Le bouclier multicolore résonnait.
Talyessin Taliesin
Oed maelgun a uelun iniman, C’était Maelgwn que nous vîmes en ce combat,
Y teulu rac toryuulu ny thauant La troupe guerrière ne taira pas ce haut fait
Rac deuur ineutur y tirran, Face à deux hommes, en deux groupes, ils se placent,
(...)
Seith ugein haelon a aethan ygwllon, Cent quarante nobles Seigneurs devinrent fous,
Yg coed keliton y daruuan. Dans la forêt de Celiddon ils perdirent la vie.
Can ys mi myrtin guydi Taliessin De fait, c’est moi Merlin, qui après Taliesin,
Bithaud kyffredin vy darogan. Verrai ma prophétie se réaliser.
(Traduction Y. Guéhennec à partir du texte gallois donné par A.O.H. Jarman en 1967 (Ymddiddan Myrddin a Thaliesin (o Lyfr Du Caerfyrddin). Caerdydd. Gwasg Prifysgol Cymru). "Les notes explicatives de Jarman sont indispensables à la compréhension du fond".

## Commentaires
Élaborée dans un contexte chrétien, rédigée alors que la tradition a été oralement transmise pendant des siècles, la légende de Taliesin nous décrit l’archétype du poète gallois, qui est une évolution du druide. Chez les Celtes, la divination et divers types de médecine sont assurés par des spécialistes qui utilisent aussi l'efficacité du verbe. Gwion Bach reçoit le don divinatoire par une fatalité qui déclenche un processus initiatique. Il doit montrer ses capacités à se transformer ; ces métamorphoses sont courantes dans la mythologie celtique et on pense particulièrement à l’histoire de Finn Mac Cumaill. 
Autre élément important de la mythologie celtique, le chaudron qui est notamment l’un des talismans du dieu-druide le Dagda irlandais. C’est le symbole de la prospérité, de la richesse et aussi l’ustensile de référence pour la préparation de la préparation magique : chaudron de connaissance.
Dans la société celtique de l’Antiquité, le druide et le roi forment une sorte de binôme, si le second règne sur son peuple, il ne peut le faire qu’avec les conseils et sous la direction spirituelle du premier. C’est ce qu’illustrent, d’une manière très altérée, les rapports entre Taliesin et Elffin.

## Statue
Une statue de Taliesin, « prince des magiciens, barde du roi Arthur », par R. Joncourt, se trouve depuis 2000 sur la place de la mairie de la commune de La Forest-Landerneau (Finistère).